# بلاط (مرجعيون)
بلاط هي إحدى القرى اللبنانية من قرى قضاء مرجعيون في محافظة النبطية.

## وصلات خارجية
- مواقع للبلدة: http://blat.org